# Thüringer Zoopark Erfurt
Koordinaten: 51° 1′ 24″ N, 11° 1′ 40″ O
Der Thüringer Zoopark Erfurt im Norden der Landeshauptstadt Erfurt ist der größte zoologische Garten Thüringens.

## Lage

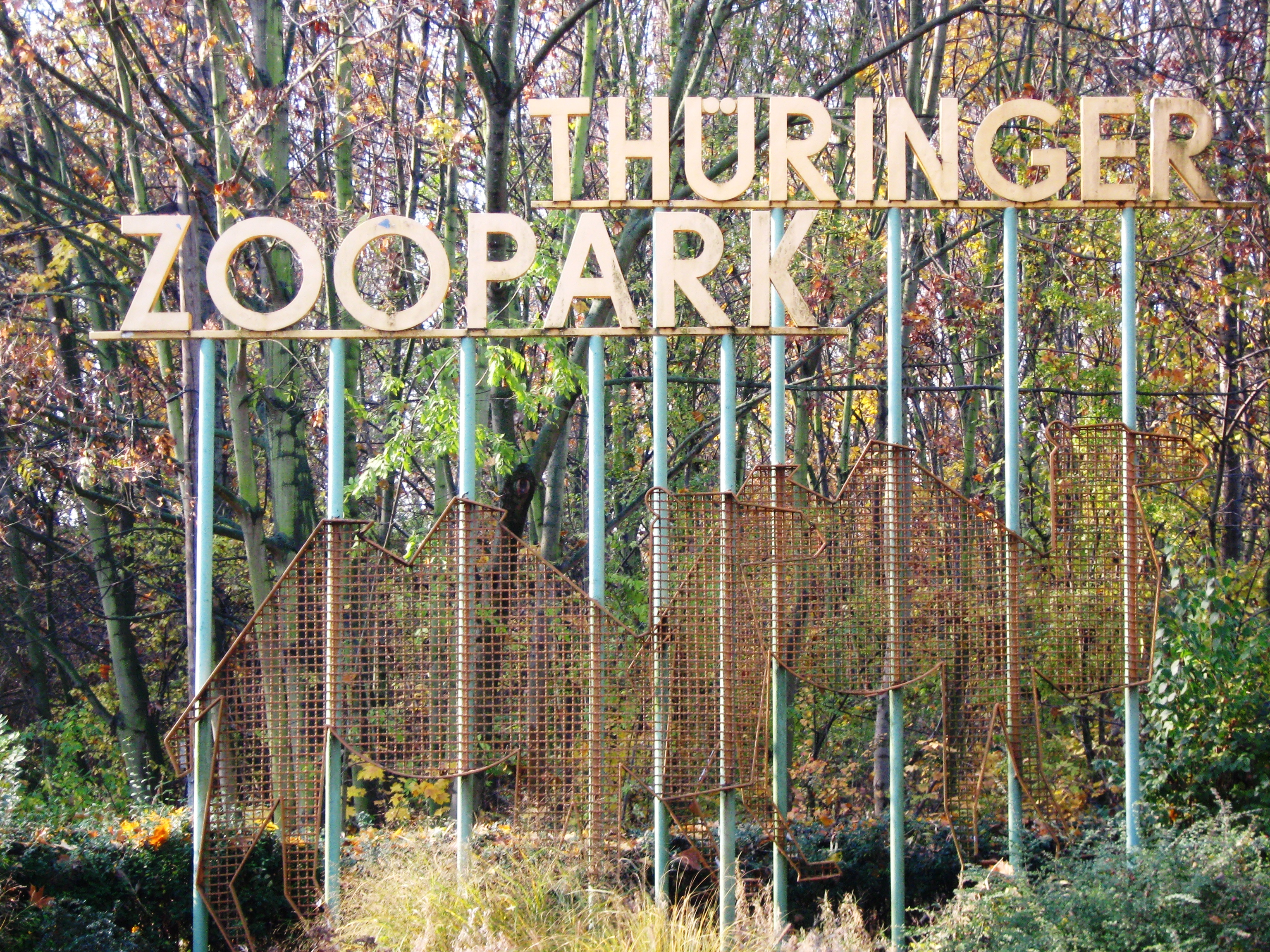
Begrüßungsschild des ehemaligen Eingangsbereiches

Auf dem Roten Berg im Norden der Stadt gelegen, bietet der Thüringer Zoopark Erfurt Aussicht auf neuere Teile des über 1250 Jahre alten Erfurt, insbesondere das benachbarte Wohngebiet Roter Berg. Die Gesamtfläche des Zooparks beträgt ca. 63 Hektar, wobei nur ungefähr 48 Hektar für den Zoopark selbst genutzt werden, die restlichen Flächen sind ein Landschaftsschutzgebiet, bei dem es sich im Wesentlichen um Trockenrasen handelt.
Erreichbar ist der Zoopark über den öffentlichen Nahverkehr mit dem Bus Linie 30 Haltestelle Thüringer Zoopark oder mit der Straßenbahn Linie 5 vom Hauptbahnhof bis zur Haltestelle Zoopark sowie mit dem Auto, es sind ausreichend Parkmöglichkeiten vorhanden.

## Geschichte

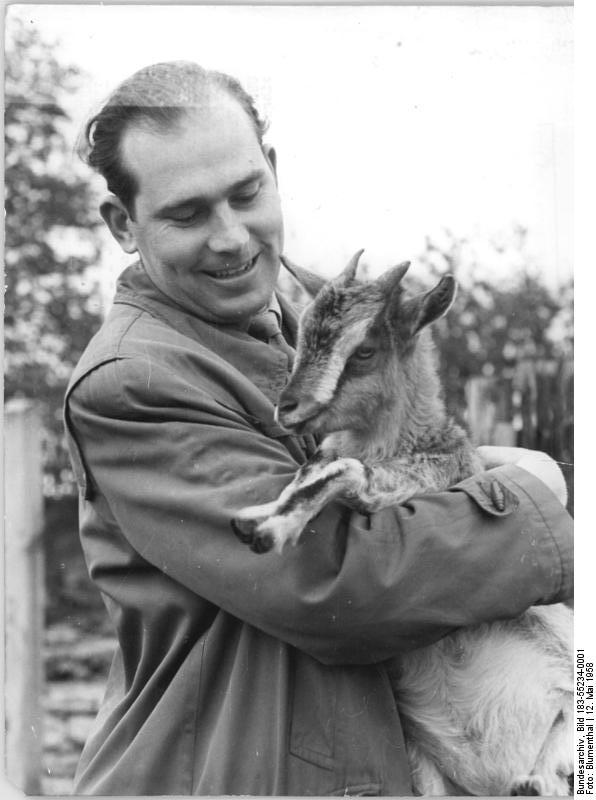
Damaliger Direktor Harald Roth im Jahr 1958 bei der Ankunft der ersten Zootiere

Der Erfurter Zoopark ist vergleichsweise noch recht jung. Der älteste Zoo Thüringens ist der Altenburger Inselzoo von 1954. Seine Eröffnung feierte der Zoopark Erfurt zu Zeiten der DDR im Jahr 1959. Damaliger Direktor war Harald Roth. Der Eröffnung vorangegangen war eine fast dreijährige Planung seit dem Beschluss der Stadtverordnetenversammlung 1956. Ursprünglich war auf dem Roten Berg ein weiteres Erholungsgebiet für die Bürger geplant, da die Cyriaksburg (heutiges Ega-Gelände) und der Steigerwald durch den Bevölkerungszuwachs stark belastet war. Hinzu kam der Gedanke, Tiere besichtigen zu können.
Zu den ersten Tieren gehörten ein Yak-Paar aus Pamir (Zentralasien), Bisons und kasachische Trampeltiere. Aus dem Rostocker Zoo wurde ein Kragenbär gestiftet und der Zoo Dresden überführte zwei Löwen nach Erfurt, welche zunächst im Stadtgut untergebracht und ab Pfingsten 1958 in einem Provisorium auf dem Zoogelände zu sehen waren.
Die sehr gute Zustimmung des Zooparks in der Bevölkerung war bereits im ersten Jahr mit den Besucherzahlen von etwa 120.000 Menschen zu erkennen.
Spenden ermöglichten in den Folgejahren die Erweiterung durch die Anschaffung weiterer Tiere. Bereits 1964 galt die Kamelherde des Zoos Erfurt als größte der DDR. Der Zoopark umfasst Stand 2024 über 1000 Tiere aus rund 157 verschiedenen Arten.

## Erfurter Aquarium
Von 2003 bis 2017 bestand als Außenstelle des Zoos das 1953 eröffnete Erfurter Aquarium am Nordpark am Nettelbeckufer 28a, etwa vier Kilometer vom Roten Berg entfernt. Es war die erste kulturelle Einrichtung der Landeshauptstadt, die nach dem Krieg eröffnet wurde und galt zwischenzeitlich mit ca. 300 Tierarten als die artenreichste Sammlung exotischer Süßwasserfische in Deutschland. Im Mittelpunkt des Aquariums stand ein Riffbecken mit einem Volumen von 54.000 Litern.
Das Aquarium wurde ab dem 31. März 2017 aufgrund „technischer Mängel“ geschlossen. Eine Wiedereröffnung war nicht mehr möglich, da das Gebäude den aktuellen Zulassungskriterien nicht mehr entsprach und auch nicht nachgerüstet werden konnte. Zudem wollte die Stadt die Zuschussgelder einsparen und der Zoopark als Betreiber neue Aquarien auf dem eigenen Gelände aufbauen. Der Tierbestand wurde an unterschiedliche Interessenten abgegeben oder verkauft.

## Artenschutz
Der Zoo Erfurt züchtet im Rahmen des Europäischen Erhaltungszuchtprogramms zahlreiche bedrohte Arten und ist Partner der Stiftung Artenschutz.

## Bildergalerie

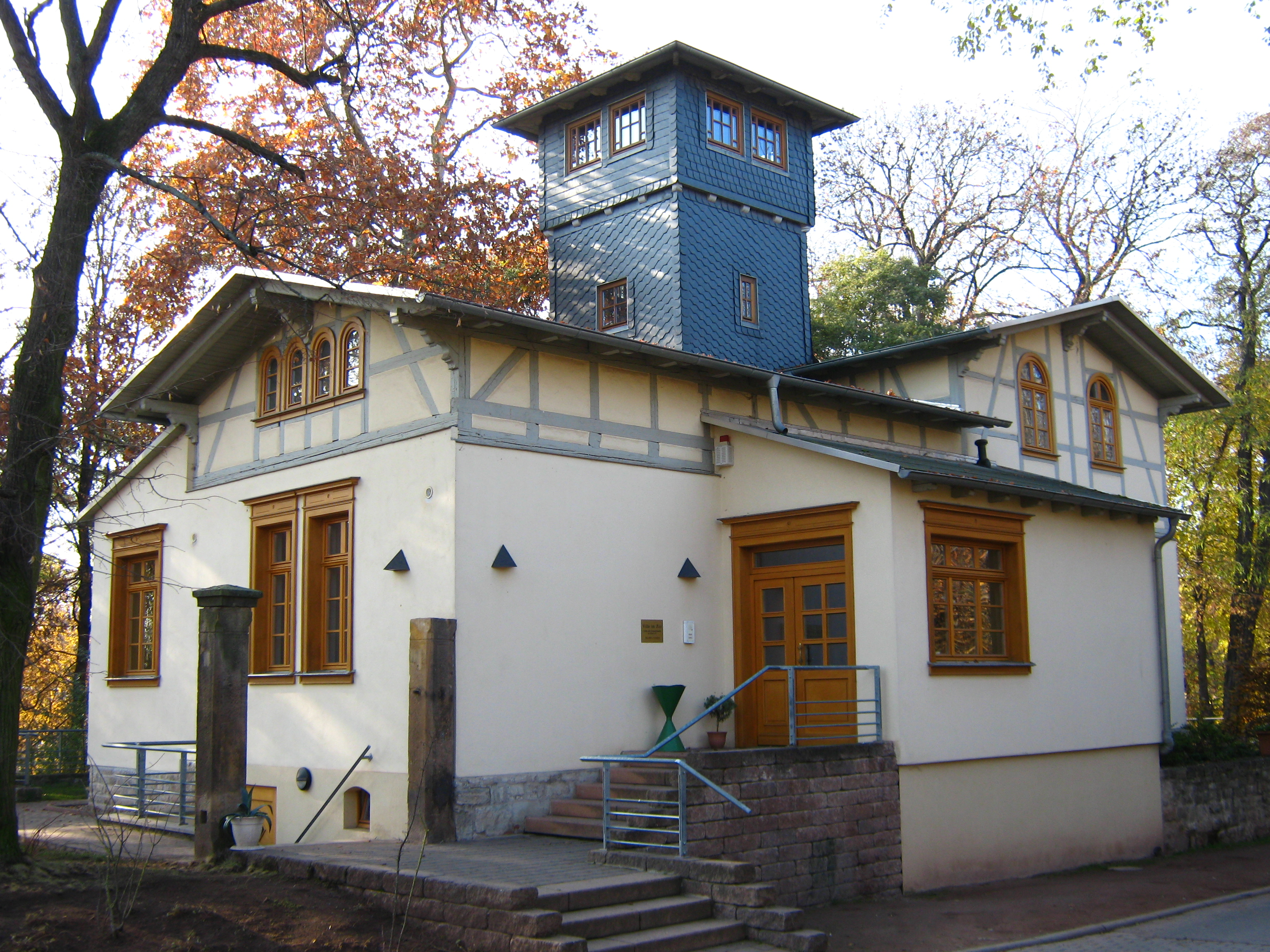
Villa Axmann des Schaubauernhofs im Zoo
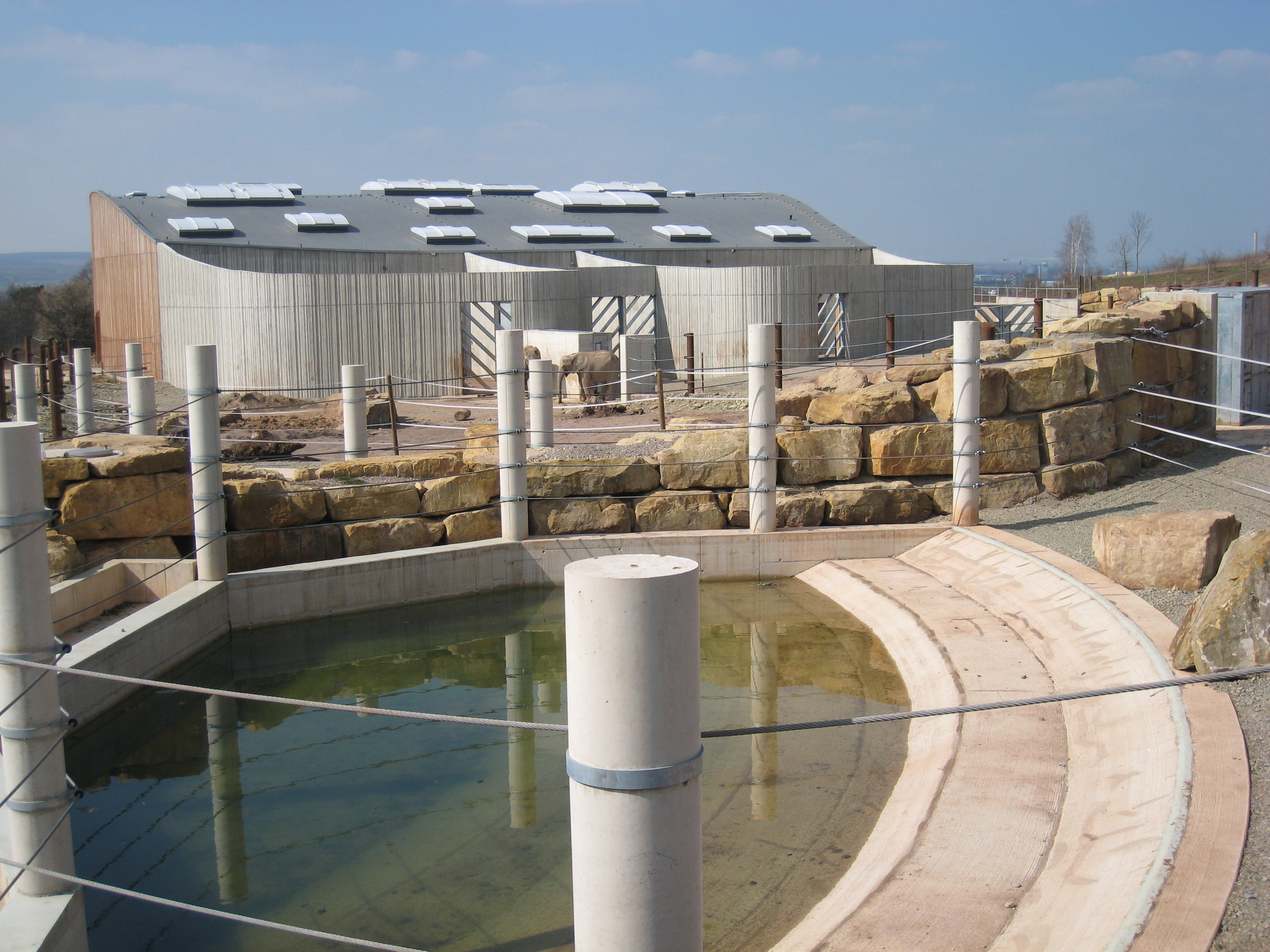
Neues Elefantenhaus samt großzügiger Außenanlage (2015)
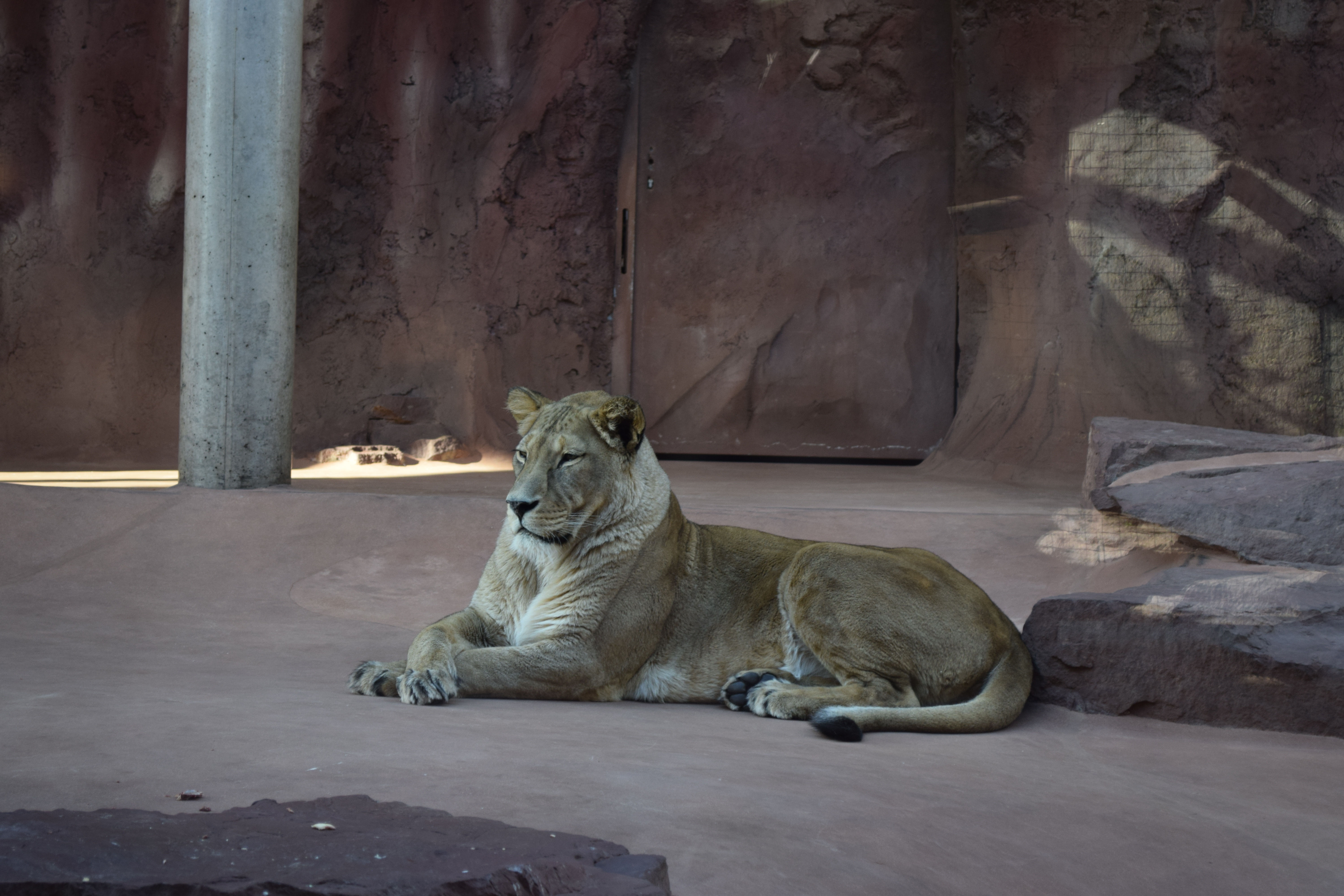
Löwen
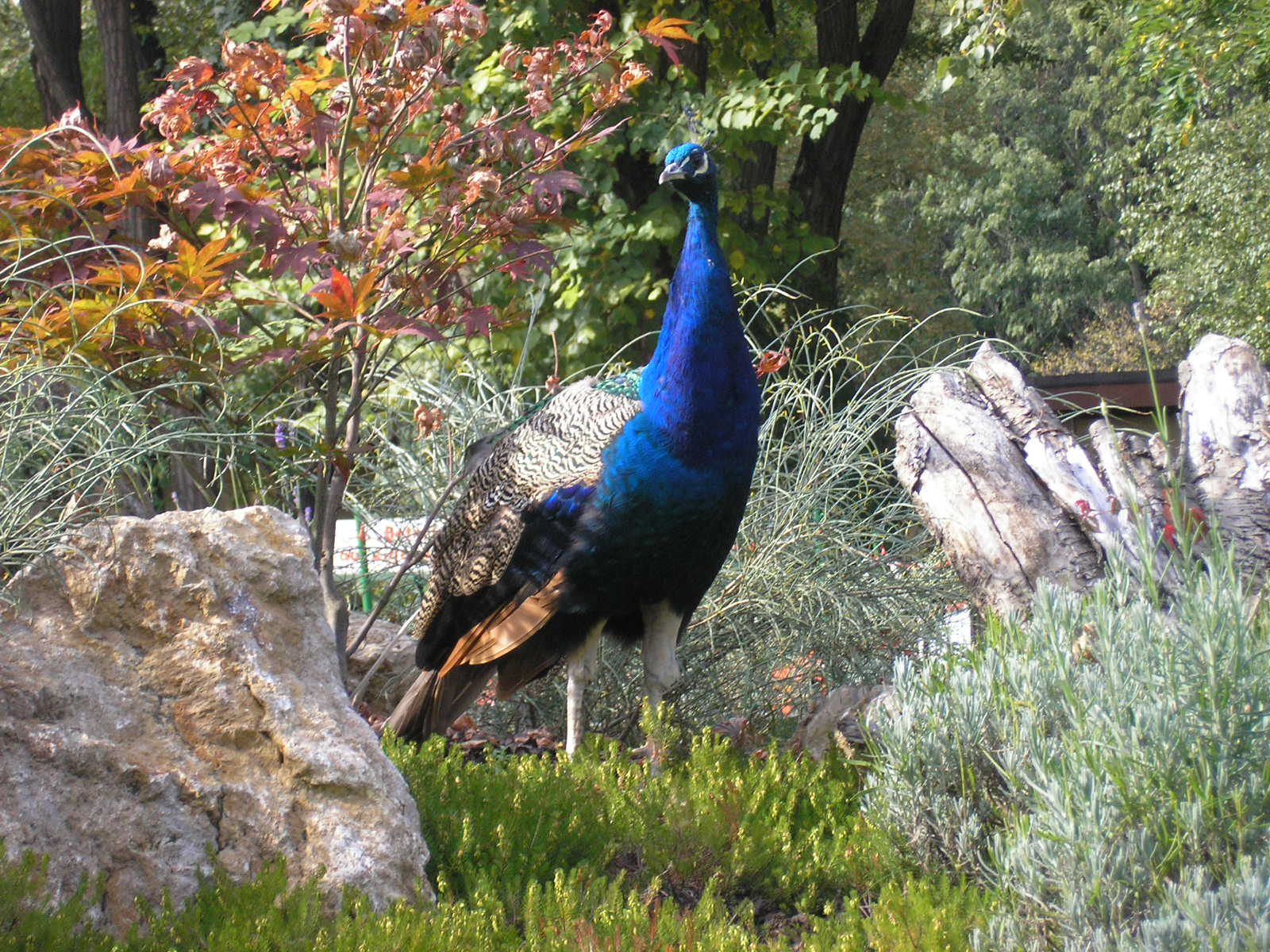
Pfau
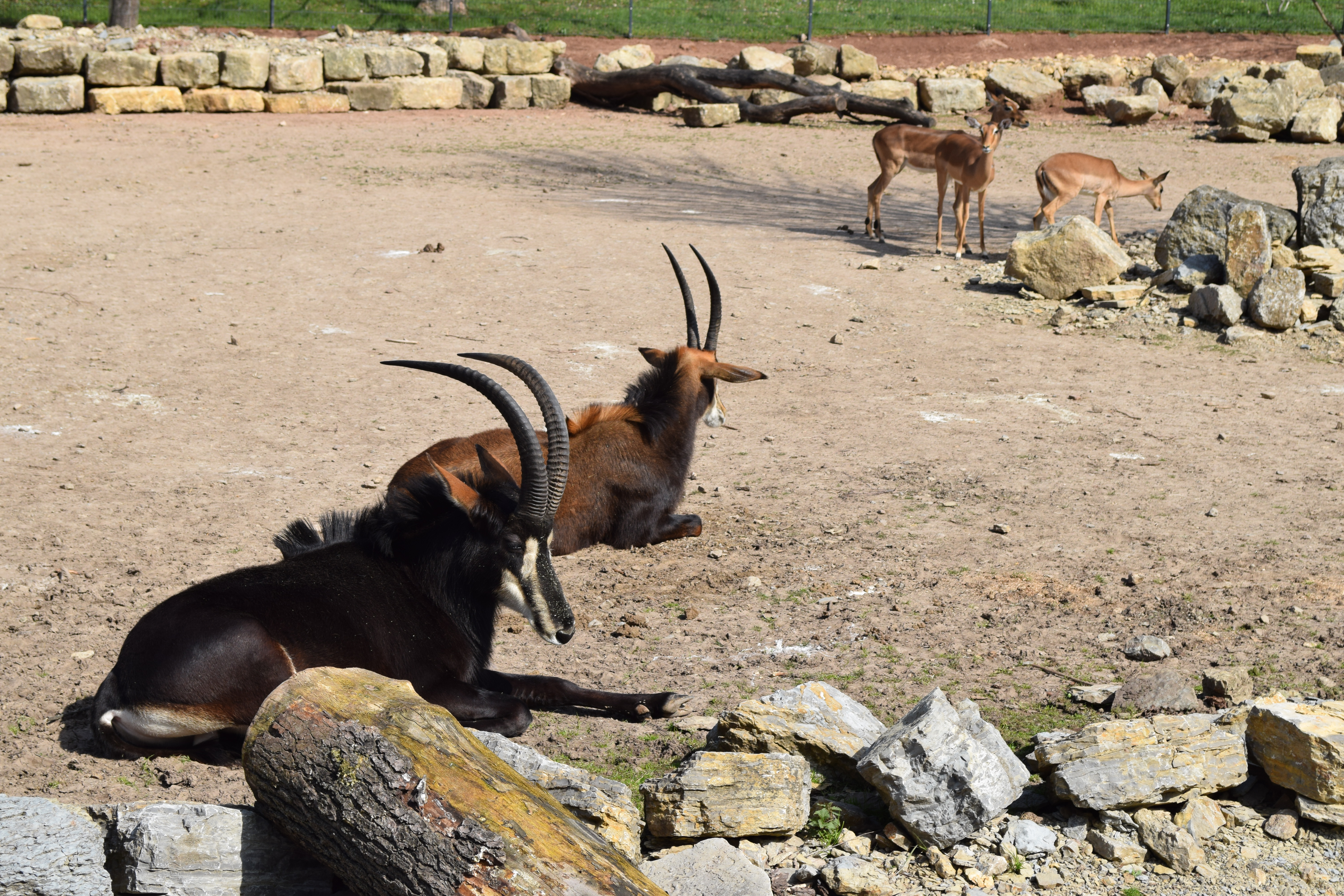
Rappenantilopen und Impalas
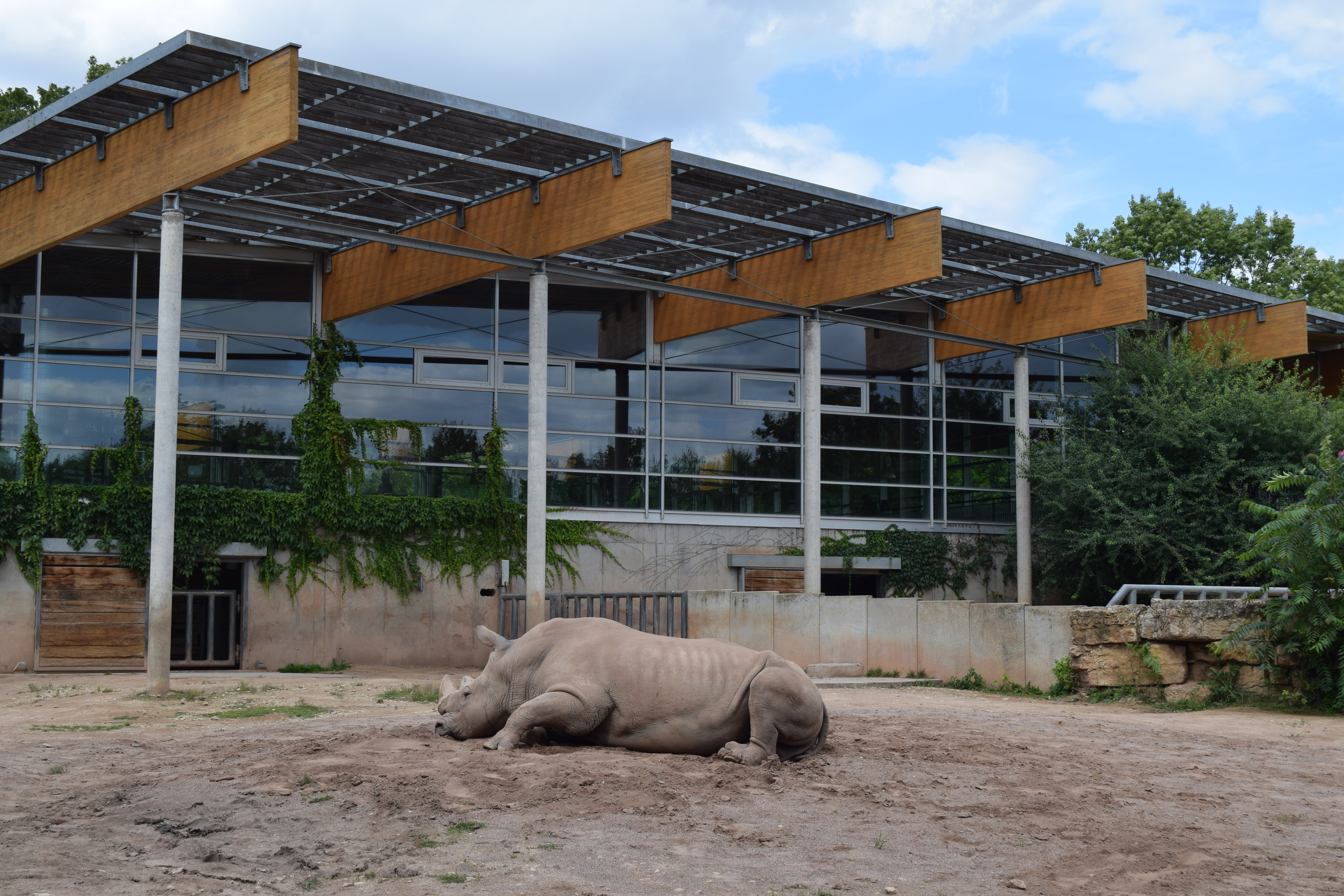
Nashornhaus
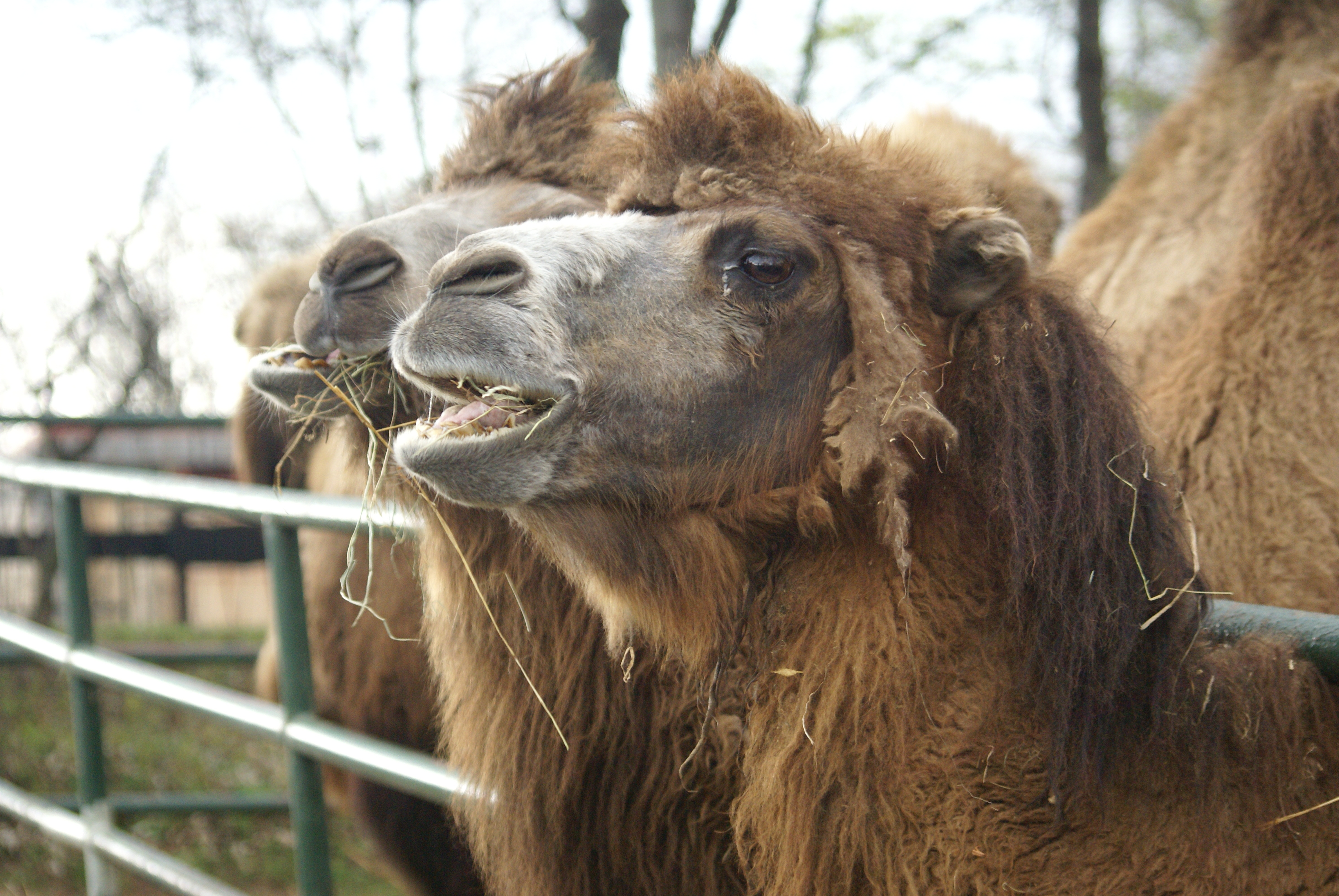
Trampeltiere
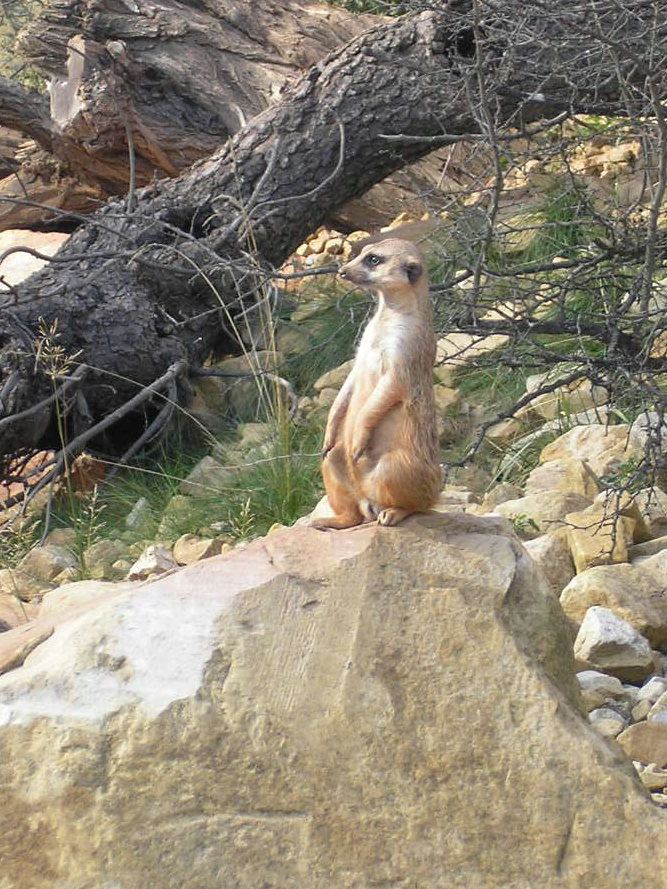
Erdmännchen im Erfurter Zoo
Ehemaliges Logo